# Tommaso Cuccioni
()
Tommaso Cuccioni (Roma, 1790 circa – 23 agosto 1864) è stato un incisore e fotografo italiano.
Collezioni delle fotografie e delle incisioni di Cuccioni sono custodite presso i più importanti musei del mondo fra i quali l'International Museum of Photography and Film at George Eastman House di Rochester (New York), il museo più antico dedicato alla fotografia.

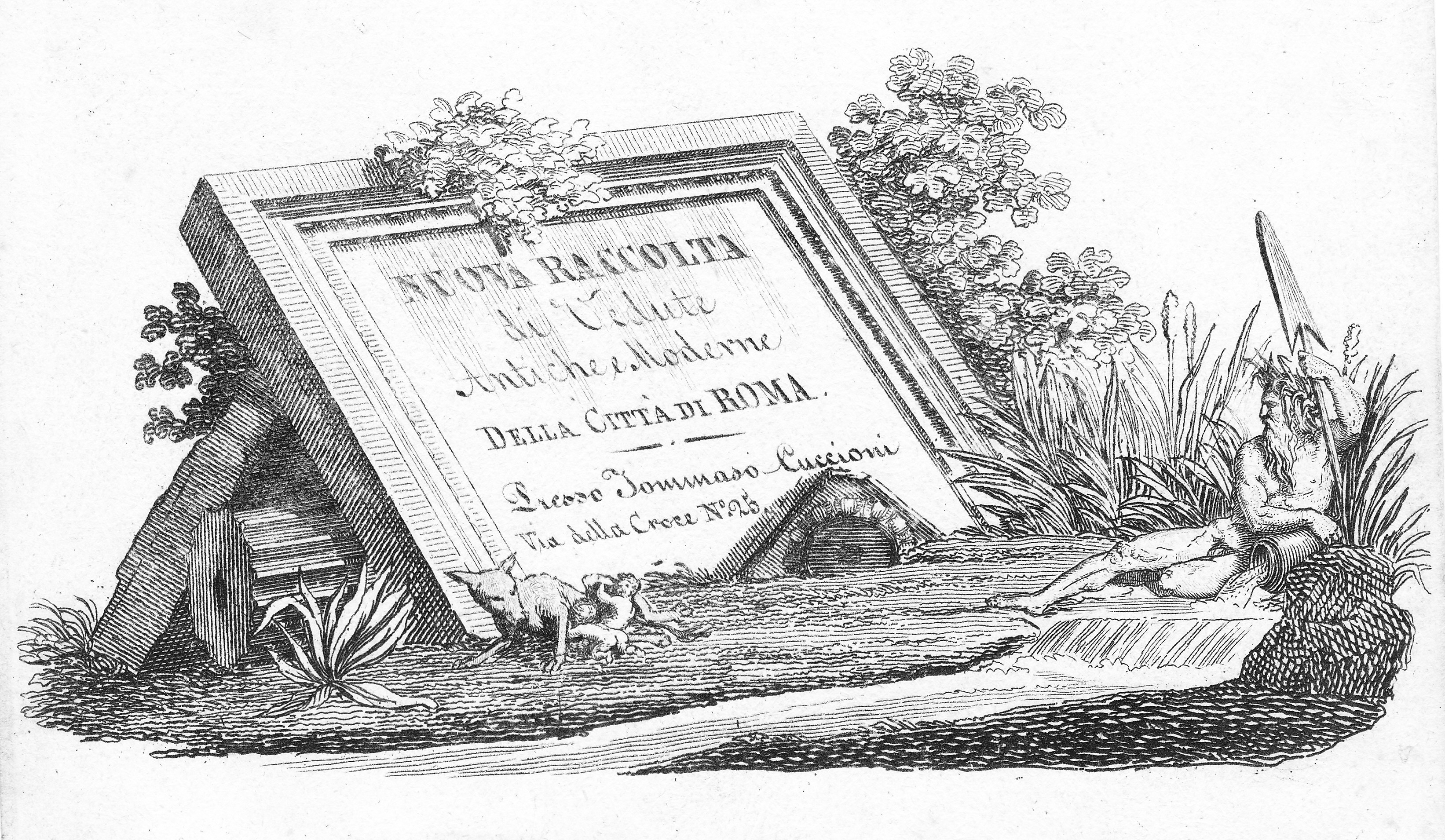
Nuova Raccolta di vedute antiche e moderne e della città di Roma

## Biografia
Ha pubblicato diverse serie di vedute di piccolo formato e per il mercato turistico. Tra il 1820 e il 1840 pubblicò la Nuova Raccolta di vedute antiche e moderne e della città di Roma con 100 incisioni di monumenti romani (dimensioni circa 10x14 cm.) e il Numero cento vedute di Roma e sue vicinance (17,5 x 23,5 cm.).
Dal 1852 iniziò la produzione di fotografie d'arte e di monumenti romani. Nel 1862 partecipò alla Grande esposizione di Londra. Dopo la sua morte l'azienda passò al fratello Gioacchino e la sua vedova Isabella, che ebbe anche l'uso di fotografie di altri fotografi.

## Collezioni presso musei. Archivi e Database
- International Museum of Photography and Film at George Eastman House, Rochester
- Jean Paul Getty Museum, Los Angeles, Boston
- Canadian Centre for Architecture (CCA)

## Mostre personali e collettive
- Roma, 2008, (19 Gennaio 2008 – 9 Marzo 2008), Roma 1840-1870 - la fotografia, il collezionista, lo storico, (collettiva), Palazzo della Calcografia[6]
- Modena, 2008, (15 marzo – 4 maggio 2008), Roma 1840-1870 - la fotografia, il collezionista, lo storico, (collettiva), Fotomuseo Panini[6]